# Ramil (Golada)
Ramil (oficialmente San Martiño de Ramil) es una parroquia española del municipio de Golada, perteneciente a la provincia de Pontevedra, en la comunidad autónoma de Galicia.

## Historia
Hacia mediados del siglo XIX, la parroquia, ya por entonces perteneciente a Golada, tenía contabilizada una población de setenta habitantes. Aparece descrita en el decimotercer volumen del Diccionario geográfico-estadístico-histórico de España y sus posesiones de Ultramar de Pascual Madoz con las siguientes palabras:

RAMIL (San Martin): felig. en la prov. de Pontevedra (13 leg.), part. jud. de Lalin (2), dióc. de Lugo (8), ayunt. de Golada: sit. en la márg. izq. del r. Ulla, con libre ventilacion y clima sano. Tiene 15 casas en la ald. de su nombre y la de Outeiro. La igl. parr. (San Martin) está servida por un cura de entrada y provision ordinaria. Confina con el indicado r., la parr. de Basadre al SO., y los lím. del ayunt. y prov. al E. El terreno es de buena calidad. prod.: trigo, maiz, centeno, vino, castañas, patatas, frutas, arbolado y pastos: hay ganado vacuno, y pesca de varias especies. pobl.: 15 vec., 70 alm. contr.: con su ayunt. (V.)
(Madoz, 1849, p. 368)

En 2022, tenía empadronados 32 habitantes.